# Melanie Katz
Melanie Katz (* in Hannover) ist eine deutsch-schweizerische Autorin, Lyrikerin und promovierte Soziologin. Wissenschaftliche Arbeiten veröffentlicht sie unter dem Namen Melanie Grütter. Sie lebt und arbeitet in Zürich.

## Leben
Melanie Katz studierte Sozialpsychologie und Deutsche Literaturwissenschaften an der Leibniz Universität Hannover und promovierte zu Geschlecht als Kategorie des Wissens an der Universität Basel. Sie lehrte unter anderem an der Züricher Hochschule der Künste.
Neben der Lehre und ihrer Arbeit an eigenen Veröffentlichungen initiiert und unterstützt sie innovative Literatur- und Lyrikprojekte. Sie ist Initiatorin des lyrischen Projektes «Das Einsame Begräbnis» in Zürich, Basel, Winterthur und Luzern und der «PoesieSprechstunde». Sie schrieb für «Literatur für das, was passiert» unter anderem auf der BuchBasel. Gemeinsam mit Donat Blum und Katrin Bach kuratierte sie «VIRAL - das online Literaturfestival».
Sie ist Mitglied des Verbandes der Autorinnen und Autoren der Schweiz (AdS) und des Kollektivs Index – Wort und Wirkung.
Ihre Arbeit wurde mehrfach gefördert, z. B. durch den Schweizerischen Nationalfonds, die Ernst-Göhner-Stiftung, den Kulturfonds des Kantons Zürich und die Schweizer Kulturstiftung Pro Helvetia. Sie ist Preisträgerin des Fritz Sack-Preises der Gesellschaft für interdisziplinäre wissenschaftliche Kriminologie. 2022 war sie Mitgründerin des PEN Berlin.
Seit 2022 ist sie Mitglied der Theater- und Tanzkommission der Stadt Bern.

## Werke
Ihre Werke umfassen eine Monografie und wissenschaftliche Artikel, einen Lyrikband, Kurzgeschichten sowie Essays und Reportagen für den Hörfunk. Ihren Gedichtband Silent Syntax präsentierte sie unter anderem im Literaturhaus Zürich und auf den Solothurner Literaturtagen. Rezensiert wurde er unter anderem bei Viceversa Literatur.

### Eigenständige Veröffentlichungen
- Das einsame Begräbnis. Poetische Nachrufe auf vergessene Leben, Melanie Katz (Hrsg.), Limmat Verlag, Zürich 2023, ISBN 978-3-03926-063-8
- Silent Syntax (Gedichte), hochroth Verlag, Berlin u. a. 2018, ISBN 978-3-96101-012-7
- "Verworfene Frauenzimmer". Geschlecht als Kategorie des Wissens vor dem Strafgericht (Monografie), Transcript Verlag, Bielefeld 2017, ISBN 978-3-8376-4058-8

### Hörfunkbeiträge
- En el mundo de las plantas estoy un Kolibri. Indigenes Wissen im Diskurs um Pflanzenmedizin am Amazonas. Radiofeature, SRF2 Kultur, Passage, 2020[15]
- 101 Jahr. Literarisches Feature über Gedichte und Musik als Widerstand gegen Krieg und Zerstörung. SRF2 Kultur, 2019[16]
- Witnessing Gender. Von der Grammatik der Zeugenschaft, Essay und Diskurs, Deutschlandfunk, 2017[17]
- broca.lux wedding salòn, Hörstück in 6 Folgen, SO21 Kunstradio, 2014

### Anthologien, Zeitschriften/Magazine (Auswahl)
- Meteroiden. In: Bailando Bailando. Ein Totentanz. Maya Olah (Hrsg.), Vexer Verlag, St. Gallen 2023, ISBN 978-3-907112-67-0
- Für eine Ährenleserin/pour une glaneuse. In: Cinema Lyrikanthologie, Elif Verlag, Nettetal 2019, ISBN 978-3-946989-19-6
- Dachzimmerpost. Briefwechsel mit Simone Scharbert, In: poetin Nr. 25, Literaturmagazin, Carolin Callies (Hrsg.), poetenladen, Leipzig 2018, ISBN 978-3-940691-94-1
- Vernarbung I und II. In: Konkursbuch 49. Heimat. Konkursbuchverlag, Tübingen 2010, ISBN 978-3-88769-249-0
- Experten und Expertenwissen in der Strafjustiz von der Frühen Neuzeit bis zur Moderne, Alexander Kästner, Sylvia Kesper-Biermann (Hrsg.), Meine Verlag, Leipzig 2008, ISBN 9783941305007

## Auszeichnungen und Stipendien
- 2024: Werkjahr der Stadt Zürich[18]
- 2022: Kreationsbeitrag der Kulturstiftung Pro Helvetia für ein literarisches Vorhaben[19]
- 2020: Literarische Auszeichnung der Stadt Zürich für das Projekt Das einsame Begräbnis[20]
- 2019: Fritz Sack-Preis für Kriminologie für die Publikation Verworfene Frauenzimmer